# Krunica (navlaka)
Krunica (umanj. od lat. corona), zuboprotetička je navlaka, aloplastički dodatak zubnoj kruni. Može biti jednodijelna ili dvodijelna, s griznom plohom lijevanom od različitih slitina, najčešće zlatnih ili paladijsko-srebrnih. Težina im se obično kreće između 1,5 i 2 g. Krunice s griznom plohom od zlatnih slitina mogu biti i do 40% teže od paladijsko-srebrnih.
Prema vrsti, dijele se na fasetirane, akrilatne i kovinske, te njihove kombinacije (kovinske akrilatne, kovinske keramičke). Češće se primijenjuju kod žena. Imaju biološku i mehaničku zaštitnu te estetsku ulogu.